# Kuno Fischer
Ernst Kuno Berthold Fischer, född den 23 juni 1824 i Sandewalde i Schlesien, död den 5 juli 1907 i Heidelberg, var en tysk filosof. 
Fischer studerade filosofi, filologi och teologi i Leipzig och i Halle. Från 1850 höll han någon tid som privatdocent filosofiska föreläsningar i Heidelberg; men trots att dessa vann stort bifall, blev de likväl 1853 förbjudna av det badensiska kultusministeriet till följd av en i en kyrkotidning mot Fischer  framställd beskyllning för utspridande av läror, stridande mot kyrkans. Han försvarade sina åsikter i ett par skrifter, Das Interdict meiner Vorlesungen (1854) samt Apologie meiner Lehre (samma år), och sökte docentur i Berlin. 
Denna blev honom först förvägrad, och när den sedan erbjöds honom, hade han redan (1856) mottagit kallelse till extra ordinarie professor i filosofi vid universitetet i Jena. Hans glänsande, om Reinholds och Fichtes tid påminnande förmåga som talare och föreläsare förskaffade honom därefter den ena utnämningen efter den andra: han blev ordinarie professor, geheimehovråd med mera och erhöll 1872 den upprättelsen att bli kallad som professor till Heidelberg, där han sedan ända till sin sena ålderdom verkade. 
Sina egna filosofiska åsikter, i vilka han visade sig som en lärjunge av Hegel, men även upptagit aristoteliska och kantska element, utvecklade han bland annat i Logik und Metaphysik oder Wissenschaftslehre (1852; 2:a upplagan 1856) samt Philosophische Schriften (3 band, 1891–1892; 1:a bandet, Einleitung in die Geschichte der neuern Philosophie, 5:e upplagan 1902), men sin största betydelse har han genom sina bidrag till den vetenskapliga behandlingen av filosofins historia. 
Som ett klassiskt arbete räknas hans stora verk Geschichte der neuern Philosophie (6 band, 1852–1877, flera av banden i 3 upplagor; jubileumsupplaga i 9 band, 1897-1903). Som inledning till denna kan betraktas Bacon von Verulam (1856; 3:e upplagan 1904). Därjämte utgav han flera litteraturhistoriska arbeten om Shakespeare, Lessing, Goethe och Schiller med flera.